# Saint-Laurent-d'Andenay
 Saint-Laurent-d'Andenay  es una población y comuna francesa, en la región de Borgoña, departamento de Saona y Loira, en el distrito de Chalon-sur-Saône y cantón de Montchanin.

## Demografía
| 1298 | 1324 | 1185 | 973 | 950 | 986 |
| Para los censos de 1962 a 1999 la población legal corresponde a la población sin duplicidades (Fuente: INSEE [Consultar]) |      |      |     |     |     |